# Posthalter

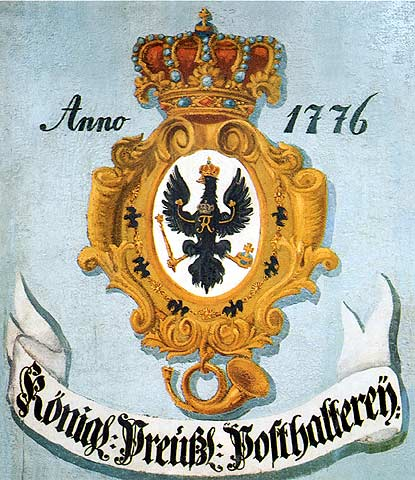
Posthausschild Königlich Preußische Posthalterei von 1776

Posthalter ist die Bezeichnung für einen ehemaligen Beruf im Postwesen aus der Zeit der Reit- und Fahrpost.
Posthalter waren oft Privatleute, die Pferde, später auch Kutschen besaßen und diese nach vertraglichen Vereinbarungen der Post zum Pferde- und Wagenwechsel zur Verfügung stellten. Oft betrieben Posthalter gleichzeitig Gasthäuser. So konnten sie von den Reisenden gleich in zweifacher Hinsicht profitieren. Die Wirtshäuser „Zur Post“, die heute noch in vielen Orten zu finden sind, erinnern an diese Begebenheit. Die Posthalterei war der Betrieb des Posthalters. Posthalter waren oft vermögende Leute, das Amt wurde meist innerhalb der Familie weitervererbt.
Der Posthalter war Dienstherr der Postreiter und Postillone.
Auch die Leiter kleinerer, untergeordneter Pferdewechselstationen wurden als Posthalter bezeichnet.

## Erhaltene Posthaltereigebäude (Auswahl)
In Kempten (Allgäu) und Mengen befinden sich beispielsweise heute noch die Posthalterei-Gebäude der von den Thurn und Taxis betriebenen Kaiserlichen Reichspost, genannt Thurn- und Taxis’sche Posthalterei.
- Posthalterei (Alexisbad)
- Alte Posthalterei (Eisenach)
- Posthof Illingen
- Thurn- und Taxis’sche Posthalterei (Kempten)
- Alte Posthalterei in Langenfeld-Berghausen
- Thurn- und Taxis’sche Posthalterei (Mengen)
- Alte Posthalterei Beelitz
- Alte Posthalterei (Meiningen)
- Alte Posthalterei (Zeven)
- Gasthaus Zur Post (Alsleben) in Alsleben, Sachsen-Anhalt
- Hotel zur Post (Altötting)
- Hotel Post (Bad Ischl)
- Gasthaus Zur Post (Bergheim)
- Hotel zur Post (Bremen)
- Ehemaliges Hotel zur Post (Darmstadt)
- Gasthof zur Post (Erding)
- Gasthof zur Post (Gunzenhausen) in Gunzenhausen, Bayern
- Gasthof zur Post im Gewerkenhaus Hüttau in Hüttau, Land Salzburg
- Gasthaus zur Post (Gablingen)
- Zur Alten Post (Köln-Dellbrück)
- Hofwirth zur Post
- Posthalterei (Possenheim), Iphofen–Possenheim, Bayern
- Gasthof zur Post (Wallgau)
- Hotel zur Post (Wuppertal)
- Posthalterei (Syke)
- Posthalterei Zwickau[1]